# ASB Classic 1992
L'ASB Classic 1992 è stato un torneo di tennis giocato sul cemento. 
È stata la 7ª edizione dell'ASB Classic, che fa parte della categoria Tier V nell'ambito del WTA Tour 1992. 
Si è giocato all'ASB Tennis Centre di Auckland in Nuova Zelanda, dal 27 gennaio al 2 febbraio 1992.

## Campionesse

### Singolare
Robin White ha battuto in finale  Andrea Strnadová 2–6, 6–4, 6–3

### Doppio
Rosalyn Fairbank /  Raffaella Reggi hanno battuto in finale  Jill Hetherington /  Kathy Rinaldi Stunkel 1-6, 6-1, 7-5